# FMNET
FMNET est un service français à l'usage des professionnels de la radiodiffusion FM pour la surveillance technique des émetteurs de radiodiffusion FM et DAB+. FMNET regroupe près d'une centaine de capteurs (scanners FM) mutualisés reliés par ligne analogique ou internet à un serveur central. 

## Supervision et surveillance technique radio FM/DAB+
Contrairement à la télévision, où les pannes sont rapidement signalées par les téléspectateurs, les pannes et anomalies radio font rarement l'objet d'appel d'auditeurs. Ainsi, en cas d'anomalie technique observée sur un émetteur FM/DAB+ (France), FMNET alerte directement ou indirectement les services de maintenance des opérateurs de diffusion. FMNET surveille environ 23 % du réseau radio français, soient près de 1500 stations. Il faut s'abonner au service FMNET pour bénéficier des alertes et pouvoir réaliser des campagnes de mesures sur demande où tous les paramètres d'émission sont passés au peigne fin. Les abonnés à FMNET sont des opérateurs de diffusion, des éditeurs de programmes, des stations de radio et des opérateurs de diffusion de données TMC (Traffic Message Channel).

## Base de données des stations de radio FM en France
FMNET constitue également la base de données des émetteurs radio FM/DAB+ en France, librement accessible, et quotidiennement alimentée par les passionnés, amateurs et professionnels de radiodiffusion. La base de données est en ligne sur le site FMNET , elle permet la recherche intuitive par mots clés. La couverture de chaque station de radio, son diagramme de rayonnement, sa configuration RDS (Radio Data System) sont accessibles, notamment au moyen de calques visualisables sur Google Earth .

## Historique
FMNET existe depuis 1993 et a été réalisée sur la base d'un partenariat initial avec Radio France . Initialement accessible par minitel, le service FMNET évolue à présent en profitant des techniques Internet (serveur Web et envoi des alertes par courriel et SMS). FMNET est exploitée par le cabinet de consultants CTIC  dirigée par Gilles Misslin lequel a été impliqué, en tant que chef de projet au CSA , à l'optimisation de la planification radio FM en France, lancée en 2006 (fm2006 et fm+).